# Киевский университет имени Бориса Гринченко
Киевский столичный университет имени Бориса Гринченко (укр. Київський столичний університет імені Бориса Грінченка) — государственное образовательное учреждение высшего профессионального образования города Киева, высшее учебное заведение, работающее на систему столичного образования. Является заведением коммунальной собственности. Университет создан решением Киевского городского совета путём реорганизации Киевского межрегионального института усовершенствования учителей имени Б. Д. Гринченко, в университете действуют аспирантура и докторантура, где обучается около 300 человек.
Университет носит имя украинского писателя, лексикографа, переводчика и украиниста Бориса Гринченко.

## История
Днём основания Киевского университета имени Бориса Гринченко принято считать 28 сентября 1903 года, когда была основана Киевская церковно-учительская школа.
8 октября 2009 по решению Киевсовета Киевский городской педагогический университет имени Б. Д. Гринченко переименован в Киевский университет имени Бориса Гринченко. C 2009 года столичная власть включила самый первый детский сад города Киева «Орлёнок» (архитектор И. Каракис) в комплекс университета.
30 марта 2010 Государственная украинская аккредитационная комиссия аккредитовала университет IV уровнем.

## Структура
- Факультет экономики и управления;
- Факультет журналистики;
- Факультет здоровья, физического воспитания и спорта;
- Факультет информационных технологий и математики;
- Факультет музыкального искусства и хореографии;
- Факультет изобразительного искусства и дизайна;
- Факультет педагогического образования;
- Факультет права и международных отношений;
- Факультет психологии, социальной работы и специального образования;
- Факультет романо-германской филологии;
- Факультет восточных языков;
- Факультет общественно-гуманитарных наук;
- Факультет украинской филологии, культуры и искусства;
- Профессиональный колледж «Универсум»
- Институт последипломного образования
- Докторская школа

Инфраструктура Университета Гринченко насчитывает: 5 корпусов; спортивные комплексы с бассейнами, тренажерными и спортивными залами; SMART-аудитории; WI-FI зоны; системы видеоконференций; телестудию; актовые залы.